# Archway (metropolitana di Londra)
Archway è una stazione della linea Northern della metropolitana di Londra.

## Storia
Fu aperta il 22 giugno 1907: originariamente serviva da terminale della Charing Cross, Euston and Hampstead Railway (in seguito il ramo di Charing Cross della linea Northern). Quando fu costruita, l'area circostante era semplicemente l'estremità nord di Holloway Road e non aveva un nome specifico, ma nella speranza di attrarre più passeggeri, inizialmente alla stazione fu dato il nome di Highgate, dal villaggio omonimo in cima alla vicina collina. All'epoca il primo sistema di tram con trazione a cavo costruito in Europa collegava il villaggio di Highgate con la Archway Tavern, nei pressi della stazione, e fu presa in considerazione l'idea di chiamare la stazione con lo stesso nome del pub.
L'edificio originale fu progettato dall'architetto Leslie Green con la tipica facciata delle stazioni di Green rivestita in piastrelle di terracotta smaltata color "sangue di bue". Nel 1930 la stazione fu ristrutturata, con l'installazione delle scale mobili per sostituire gli ascensori, e l'ingresso secondario fu modificato in base a un progetto più moderno dell'architetto Charles Holden, praticamente identico a quello da lui disegnato per la stazione di Hammersmith. La stazione di Holden fu rimpiazzata negli anni settanta. Le pareti delle piattaforme erano piastrellate con gli schemi cromatici utilizzati da Holden su altre stazioni della metropolitana di questo periodo, come per esempio alla stazione di Highgate, a quella di Bethnal Green e alle stazioni sotterranee del ramo di Hainault della linea Central (ad esempio Gants Hill), tutte costruite fra gli anni trenta e i primi anni quaranta. Le piastrelle ad Archway furono in seguito sostituite durante lavori di ristrutturazione.
Nel 1939 la linea fu estesa verso nord nell'ambito del progetto noto come The Northern Heights plan, in base al quale un gruppo di linee ferroviarie della LNER nel nord di Londra sarebbe stato rilevato dalla LU e sarebbe diventato parte della linea Northern. In particolare, la linea fu prolungata dal capolinea di Archway attraverso una nuova sezione di tunnel che, passando sotto l'esistente stazione di Highgate della LNER (dove furono costruite nuove piattaforme di profondità) emergevano in superficie poco a sud di East Finchley collegandosi con la linea per High Barnet.  Il tratto fra Archway e East Finchley fu aperto il 3 giugno 1939. La stazione fu ribattezzata Archway (Highgate) l'11 giugno 1939, prendendo nome dal vicino ponte stradale sopra la profonda trincea nella quale scorre Archway Road, per evitare confusione con la stazione di Highgate. La sezione a nord di East Finchley fino a High Barnet fu in seguito aperta il 14 aprile 1940.
La stazione fu ribattezzata Highgate (Archway) il 19 gennaio 1941 prima di assumere definitivamente il nome di Archway nel dicembre 1947.
Quando la stazione fu aperta nel 1907, il capolinea ad Archway era dotato di un incrocio a forbice poco a sud della stazione e i binari oltre l'estremità nord delle piattaforme proseguivano separatamente per un breve tratto di tunnel cieco. Quando la linea fu estesa a Highgate e East Finchley nel 1939, il tunnel cieco in direzione nord fu prolungato come nuovo binario nord mentre il tunnel cieco dal lato del binario in direzione sud fu trasformato in un binario centrale per l'inversione di marcia, fornendolo di un collegamento con il binario nord e con il binario in direzione sud proveniente da Highgate, che vi si innestava subito prima della piattaforma in direzione sud. L'incrocio a sud della stazione fu in seguito convertito in un incrocio a binario singolo, ma fu messo fuori servizio nel 1967, quando la stazione passò al controllo remoto da Cobourg Street. Il tunnel allargato in corrispondenza dell'ex incrocio è rimasto, anche se ora i cavi di alimentazione corrono nel centro, separando i due binari per la maggior parte della sua lunghezza. La disposizione delle piattaforme e dei passaggi sotterranei riflette ancora il precedente ruolo di Archway come capolinea.

## Strutture e impianti
Le piattaforme della stazione sono accessibili per mezzo di scale mobili o in alternativa tramite una scala con 113 gradini.
È compresa all'interno tra la Travelcard Zone 2 e la 3.
Nel 2007 la TfL ha annunciato un progetto per consentire l'accessibilità a passeggeri con disabilità, con l'installazione di due ascensori collegati da un tunnel sotterraneo. I programmi prevedevano la realizzazione dei lavori tra il 2009 e il 2012. Il progetto non è stato realizzato.

## Interscambi
La stazione consente l'interscambio con la stazione di Upper Holloway, della linea Gospel Oak-Barking della London Overground. La distanza tra le due stazioni è di 450 metri; è permesso l'interscambio tra le due stazioni entro venti minuti con l'utilizzo della Oyster card.
Nelle vicinanze della stazione effettuano fermata numerose linee automobilistiche, gestite da London Buses.
- Stazione ferroviaria (Upper Holloway, London Overground)
- Fermata autobus

## Galleria d'immagini

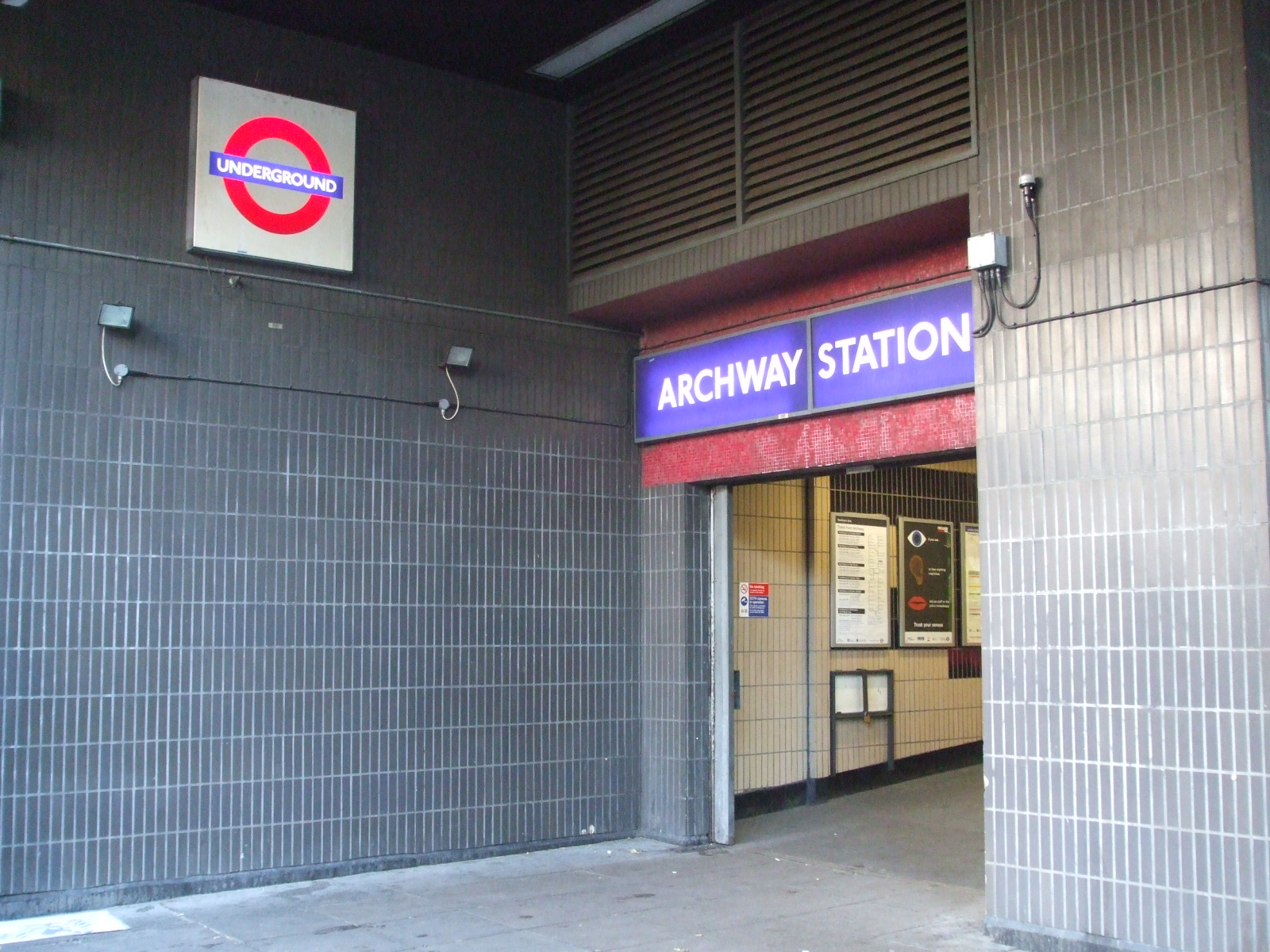
Ingresso laterale su Highgate Hill
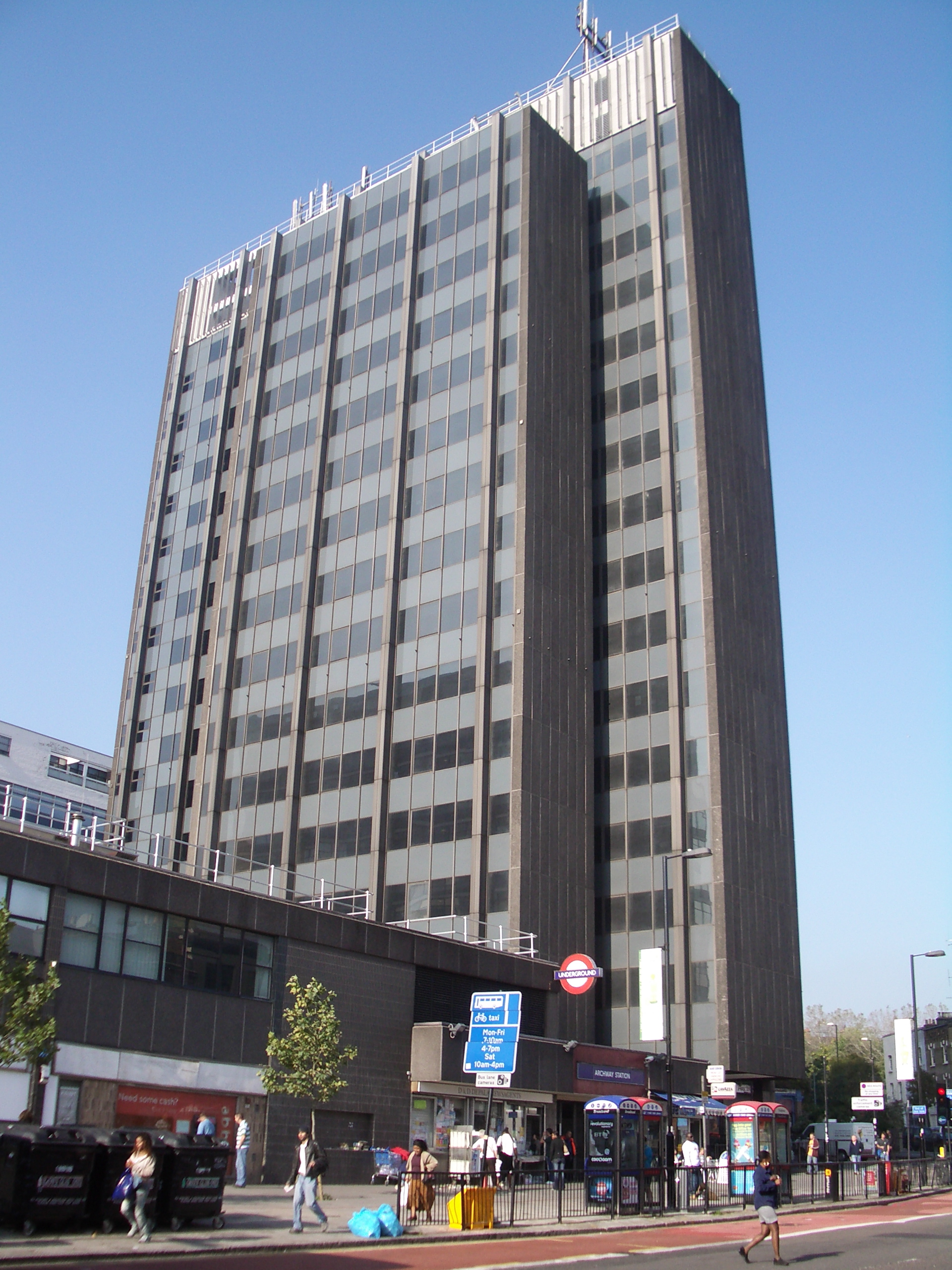
Ingresso della stazione alla base della Archway Tower, vista da Junction Road
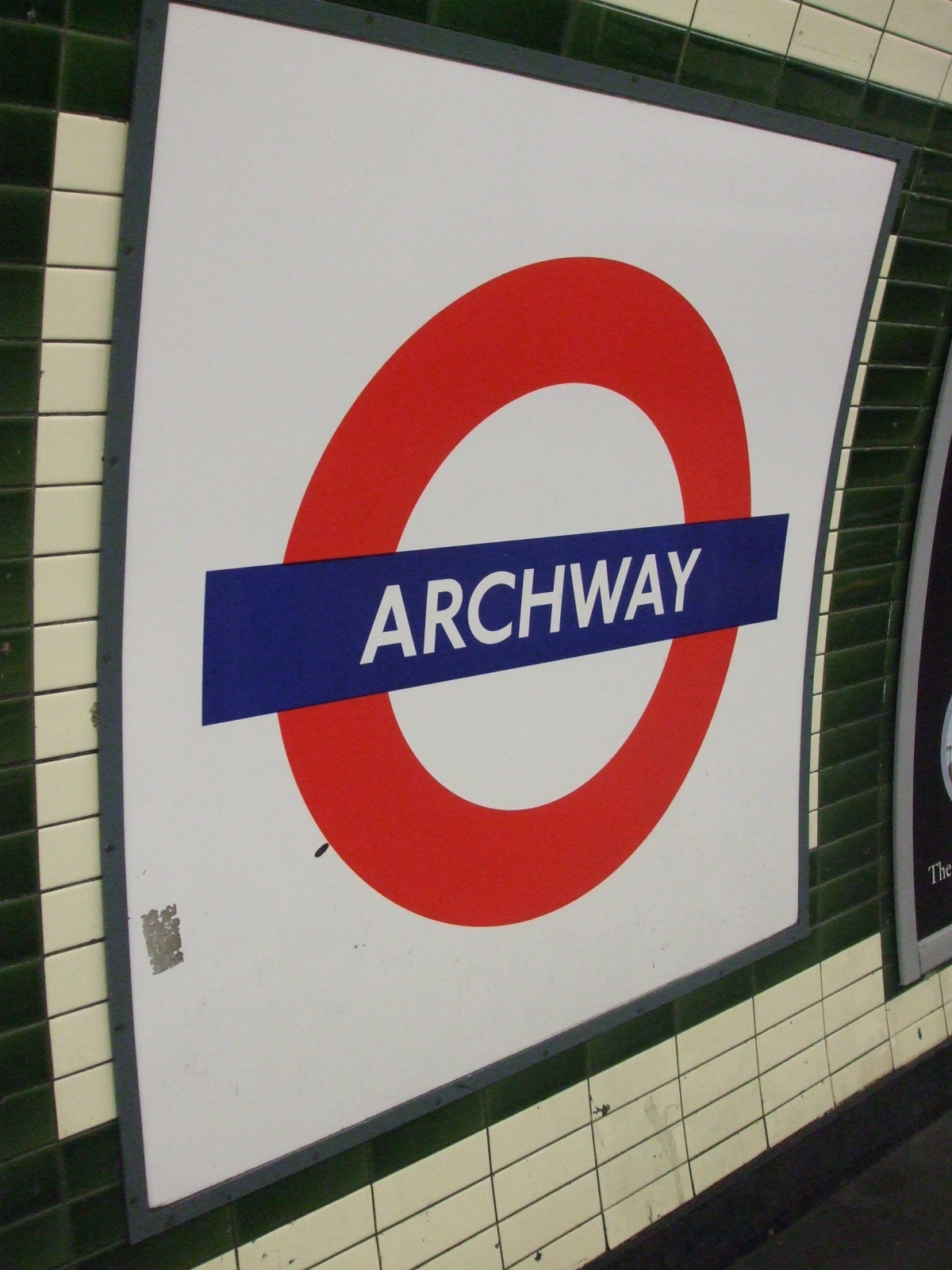
Roundel sulla piattaforma della stazione